# Ein starkes Team: Scharfe Schnitte
Scharfe Schnitte ist ein deutscher Fernsehfilm von Martin Kinkel aus dem Jahr 2020. Es handelt sich um die 82. Folge der Krimiserie Ein starkes Team mit Florian Martens und Stefanie Stappenbeck in den Hauptrollen. Für Linett Wachow ist dies ihr achtzehnter Einsatz an der Seite von Otto Garber. Arnfried Lerche, Matthi Faust, Jaecki Schwarz und Eva Sixt spielen weitere Personen im Umfeld der Ermittler. Eva Sixt, Harald Schrott, Karin Giegerich, Roland Koch und Vladimir Burlakov sind die Haupt-Gaststars dieser Folge.

## Handlung
Der Berliner Starfriseur Benno Rohde übergibt seinem Geschäftsführer, Charly Köster, seinen Autoschlüssel. Als dieser den Wagen öffnen will, wird er von einem Armbrustpfeil tödlich getroffen. Die Kriminalhauptkommissare Otto Garber und Linett Wachow ermitteln und gehen davon aus, dass eigentlich Rohde das Opfer werden sollte. Denn er hat deutlich mehr Feinde, als er anfangs zugeben will. Die Gerichtsmedizinerin geht von einem Auftragsmord aus, da sie die Verwendung solcher Armbrustpistolen von anderen Fällen kennt.
Sebastian Klöckner übernimmt den Personenschutz für Rohde, da davon auszugehen ist, dass der Killer seinen Irrtum bemerkt und es noch einmal versuchen wird. Aufgrund der Anschläge aus der Vergangenheit, kann der Auftragsmörder als eine Frau identifiziert werden und die Fahndung bringt einen ersten Erfolg. Doch als die Beamten diese in einem Hotel ausfindig machen, ist sie wie es scheint von jemandem vergiftet worden. Somit gibt es keine Hinweise auf den Auftraggeber. Die Obduktion ergibt allerdings, dass keine Fremdeinwirkung vorlag, sondern sich die Frau fatalerweise beim Essen verschluckt hatte und erstickt ist.
Die Suche nach dem Auftraggeber des Anschlags führt die Ermittler zu Kai Franke, einen Konkurrenten Rohdes, mit dem dieser kein gutes Verhältnis hat, vielmehr besteht zwischen beiden eine Art Kleinkrieg. Aber es wäre auch denkbar, dass womöglich doch Charly Köster das Ziel des Anschlags war, denn Rohde hat massive Schulden bei seinem Geschäftsführer gehabt. Doch diese Spur erweist sich schon bald als Sackgasse, denn laut einer notariellen Vereinbarung, wären diese Schulden auch auf Kösters Erben übergegangen. Bemerkenswert erscheint Garber allerdings, dass Rohde einen konkreten Plan zu haben schien, wie er seine Schulden begleichen wollte. Dabei erschließt sich dem Kommissar nicht, woher der Geldsegen kommen sollte, denn beruflich war Rohde derart am Limit, dass er bereits seine Auslandsfilialen schließen musste.
Inzwischen wird ein zweites Opfer entdeckt, das mit einem Armbrustpfeil getötet wurde. Der Todeszeitpunkt liegt dabei noch vor dem Anschlag auf Rohde, nur wurde der Mann erst jetzt entdeckt. In seinem Notizkalender ist ein Termin in der Schönheitsklinik von Patrick Schönfeld – aber auch bei Benno Rohde notiert. Beide werden befragt, da die Ermittler hier einen Zusammenhang vermuten. Dass sie damit richtig liegen zeigt sich, als Rohde plötzlich verschwindet und sich herausstellt, dass Schönfeld unter einer falschen Identität praktiziert und vermutlich auch gar keinen Doktortitel besitzt. Rohde hatte dies herausgefunden, als ein Kunde bei ihm erschien, der im Gespräch verlauten ließ, Schönfeld von früher zu kennen und andeutete, dass dieser ein Hochstapler sei. Dies wollte Rohde für sich nutzen und hatte Schönfeld erpresst, weshalb dieser ihn aus dem Weg räumen wollte, wie er es bereits mit dem ungeliebten Mitwisser getan hatte. Die Polizei kann Rohde befreien, der sich in der Hand von Schönfeld befindet, und Schönfeld festnehmen.

## Produktionsnotizen
Die Dreharbeiten für Scharfe Schnitte erstreckten sich über den Zeitraum vom 14. Oktober bis zum 14. November 2019 und fanden in Berlin und Umgebung statt. Die Erstausstrahlung des Films lief am 3. Oktober 2020 in der Reihe „Der Samstagskrimi“ im ZDF. Otto Garbers alter Freund Sputnik betreibt in dieser Folge einen privaten Haarschneideservice. Für ein geringes Entgelt schneidet er im Revier den Polizisten die Haare, allerdings sind die Haarschnitte recht phantasielos und nicht gerade zeitgemäß.

## Rezeption

### Erstausstrahlung, Einschaltquote
Die Erstausstrahlung im ZDF am 3. Oktober 2020 erreichte 7,47 Mio. Zuschauer, was einem Marktanteil von 25,4 Prozent entsprach.

### Kritik
Tilmann P. Gangloff schreibt auf der Seite tittelbach.tv: „Die Arbeit mit den Schauspielern ist gut, Bildgestaltung und Musik sind für diese Gebrauchsfilm-Reihe sogar bemerkenswert, aber von Geschichte und Dramaturgie her ist der Film nur ein durchschnittlicher TV-Krimi“.
evangelisch.de meinte: „Bemerkenswert ist ‚Scharfe Schnitte‘ vor allem wegen der überdurchschnittlich sorgfältigen Bildgestaltung.“ „Ansonsten imponiert Kinkels sechste Regiearbeit für die Traditionsreihe vor allem durch die gute Arbeit mit den Schauspielern.“
„Trotz einiger abenteuerlicher Wendungen und Zufälle schneidet diese Folge gut ab, weil das Mordmotiv dann doch eine Überraschung ist.“ befanden die Kritiker der TV-Zeitschrift TV today.